# Diptih
Diptih (iz grščine δίπτυχον, di 'dva' + ptychē 'pregib') je vsak predmet z dvema ploščama, ki sta par, in sta pogosto zvezani s tečajem. Na primer, standardni zvezek in šolska vadnica antičnega sveta je bil diptih, sestavljen iz para takih plošč, ki sta vsebovali vdolbino, napolnjeno z voskom. Pisanje je bilo izvedeno s praskanjem površine voska s pisalom. Ko zapiski niso bili več potrebni, je bilo vosek mogoče rahlo segreti in zgladiti, da se je omogočila ponovna uporaba. Običajne različice so imele lesene okvirje, vendar so bili razkošnejši diptihi izdelani iz dražjih materialov.

## Umetnost
Kot umetniški izraz je diptih umetniško delo, sestavljeno iz dveh kosov ali plošč, ki skupaj tvorita poseben umetniški izdelek, ki ga je mogoče pritrditi ali sestaviti med seboj. V srednjeveških časih so bili paneli pogosto spojeni s tečaji, da jih je bilo mogoče zapreti in umetnine zaščititi.
V pozni antiki so bili diptihi zvezki iz slonovine s pokrovom, izrezljanim v nizkem reliefu na zunanjih straneh, pomembna umetniška oblika: konzulski diptih je bil narejen v počastitev posameznika, ki je postal rimski konzul. Naročil ga je pooblaščeni konzul, da bi označil svoj vstop na to delovno mesto in ga razdelil kot priložnostno nagrado tistim, ki so podprli njegovo kandidaturo ali da ga lahko v prihodnosti podpirajo. Drugi so bili morda namenjeni praznovanju poroke ali pa so ga na primer, kot diptih Poet in Muza v Monzi, preprosto naročili za zasebno uporabo. Nekatera najpomembnejša ohranjena dela poznega Rimskega cesarstva so diptihi, od katerih jih je preživelo nekaj deset, ki so bili v nekaterih primerih ohranjeni tako, da so bili obrnjeni in ponovno uporabljeni kot platnice knjig. Največja ohranjena bizantinska slonovina (428 mm × 143 mm) je list iz diptiha na Justinijanov dvorni način iz ok. 525–50, v kateri je nadangel.
Od srednjega veka so številne plošče imele obliko diptiha kot majhna prenosna dela za osebno uporabo; vzhodno pravoslavne jih imenuje 'potujoče ikone'. Čeprav je bila oblika triptih bolj pogosta, so bili v obliki slonokoščenih diptihov z religioznimi prizori rezljani v reliefu, oblika, ki se je najprej znašla v bizantinski umetnosti, preden je postala zelo priljubljena v gotskem obdobju na Zahodu, kjer so jih v glavnem izdelovali v Parizu. Ustrezali so mobilnemu življenju srednjeveških elit. Slonokoščeni so po navadi imeli prizore v več registrih (plasteh), natrpanih z majhnimi figurami. Na ploščah so bile posamezne teme na obeh ploščah, ki se praviloma ujemata, čeprav bi lahko v 15. stoletju ena plošča (običajno leva) vsebovala portretno glavo lastnika ali pooblaščenca, na drugi strani pa je bila Devica ali drug verski subjekti. Zunanjost, ki se je zaradi potovanj pogosto precej obrabila, so lahko preprostejše okrasne oblike, vključno z grbom lastnika.
Velike oltarne slike so bile običajno izdelane v obliki triptiha, z dvema zunanjima ploščama, ki sta se lahko zaprli čez glavno osrednjo predstavitev. So ena od vrst večbarvnih oblik slikanja, znanih kot poliptih.
Diptih je bil običajna oblika zgodnjega nizozemskega slikarstva, ki je upodabljalo teme, od sekularnih portretov do verskih osebnosti in zgodb. Pogosto sta imela portret in Madona z otrokom po en list. Posebej priljubljen je bil v 15. in 16. stoletju. Slikarji, kot so Jan van Eyck, Rogier van der Weyden, Hans Memling in Hugo van der Goes, so uporabili to obliko. Nekateri sodobni umetniki so obliko uporabili v naslovu del, sestavljenih iz dveh slik, ki dejansko nikoli nista bili povezani, ampak sta bili nameščeni tesno skupaj kot par, na primer Marilynin diptih Andyja Warhola (1962) , ki je moderna ikona pop kulture.
Diptih se pogosto uporablja tudi v zvezi s filmi ali deli literature, ki tvorijo komplementarni par. Če jih vzamemo skupaj, so videti, kot da se osvetljujejo in vsebujejo ločeno umetniško delo od posameznih delov. Primer je par iger Alana Ayckbourna, House in Garden.

## Cerkveni diptih
Prav v tej obliki najdemo omembo diptihov v zgodnjekrščanski literaturi. Izraz se nanaša na uradne sezname živih in upokojenih, ki jih spominja lokalna cerkev. Na enem krilu diptiha bi bili vpisani živi, na drugem pa pokojni. Vpis škofovega imena v diptihe pomeni, da se tamkajšnja cerkev šteje za polno občestvo z njim, odstranitev škofovega imena pa bi pomenila prekinitev občestva z njim. Imena v diptihih bi diakon javno prebral med božansko liturgijo (evharistijo) in duhovnik med pripravljalno liturgijo. Diptihi so bili uporabljeni tudi za vpis imen svetnikov. Čeprav se same voščene tablice ne uporabljajo več, se izraz še vedno uporablja v vzhodni pravoslavni cerkvi in vzhodnih katoliških cerkvah za opis vsebine diptihov z enakimi konotacijami.

## Diptih sončna ura
Na notranji strani vsakega lista je bil obraz. En list je tvoril navpično sončno uro, drugi vodoravno sončno uro. Kolešček senc ali gnomon je bil vrvica med njima in umerjen, kako daleč naj se odpreta, saj je kot kritičen. Takšno sončno uro se lahko nastavi na poljubno širino tako, da se jo nagne tako, da je njen gnomon vzporeden z vrtilno osjo Zemlje. Pogosta napaka navaja, da je instrument, če se obe številčnici prikažeta istočasno, pravilno usmerjen in obrnjen proti severu (na severni polobli). Diptih, izdelan kot kombinirana navpična in vodoravna sončna ura z nizom gnomon, bo na obeh številčnicah prikazal enak čas, ne glede na orientacijo. Ta lastnost samoprilagoditve velja samo za diptihe v preteklosti v primeru kombinacije analemmatične in navpične sončne ure. Dvojni številčnik na ravni plošči, sestavljen iz vodoravnega in analemmatične številčnice, bo prav tako pravilno poravnan, če obe številčnici prikažeta isti čas.
Nekateri diptihi so imeli grobe koledarje v obliki pelekinonov, umerjenih v nodus v obliki kroglice ali vozla na vrvici. Ti so natančni približno en teden, kar je bilo dovolj dobro, da si posadil pridelke.